# Agloe
De niet-bestaande plaats Agloe, New York is een voorbeeld van een fictieve plaats, ook wel papieren stad genoemd, ter voorkoming van plagiaat. 
In de jaren dertig werd de plaatsnaam door Otto G. Lindberg, de oprichter van General Drafting, en zijn assistent Ernest Alpers gevormd door hun initialen te combineren. Ze tekenden de plaats in op een kruising in de Catskill Mountains ten noorden van Roscoe op door hen gemaakte Esso-landkaarten.
Later verscheen Agloe ook op een landkaart van Rand McNally. Hier bleek echter geen sprake van plagiaat: op de kruising was een winkel gebouwd en deze was "Agloe General Store" genoemd naar aanleiding van de vermelding op de Esso-kaart.
Agloe speelt een belangrijke rol in de jeugdroman Paper Towns van de Amerikaanse schrijver John Green en in de gelijknamige film.